# Marcel Mauron
Marcel Mauron (Genève, 5 maart 1929 - 21 januari 2022) was een Zwitsers voetballer die speelde als aanvaller.

## Carrière
Mauron speelde tussen 1946 en 1967 voor SC Young Fellows, La Chaux-de-Fonds, Servette, Cantonal Neuchâtel, FC Grenchen, La Chaux-de-Fonds en CS Chênois. Met La Chaux-de-Fonds wist hij in 1954 en 1955 landskampioen te worden en in 1954, 1955 en in 1957 wist hij met deze club de beker te veroveren. Hij was korte tijd tweede trainer bij La Chaux-de-Fonds.
Mauron speelde tussen 1952 en 1959 voor Zwitserland, hij speelde in totaal tien interlands waarin hij twee keer kon scoren. Hij speelde met Zwitserland op het WK 1954.
Hij werd 92 jaar.

## Erelijst
- La Chaux-de-Fonds
  - Landskampioen: 1954, 1955
  - Landskampioen topscorer: 1955
  - Zwitserse voetbalbeker: 1954, 1955, 1957